# Martin Pizzarelli

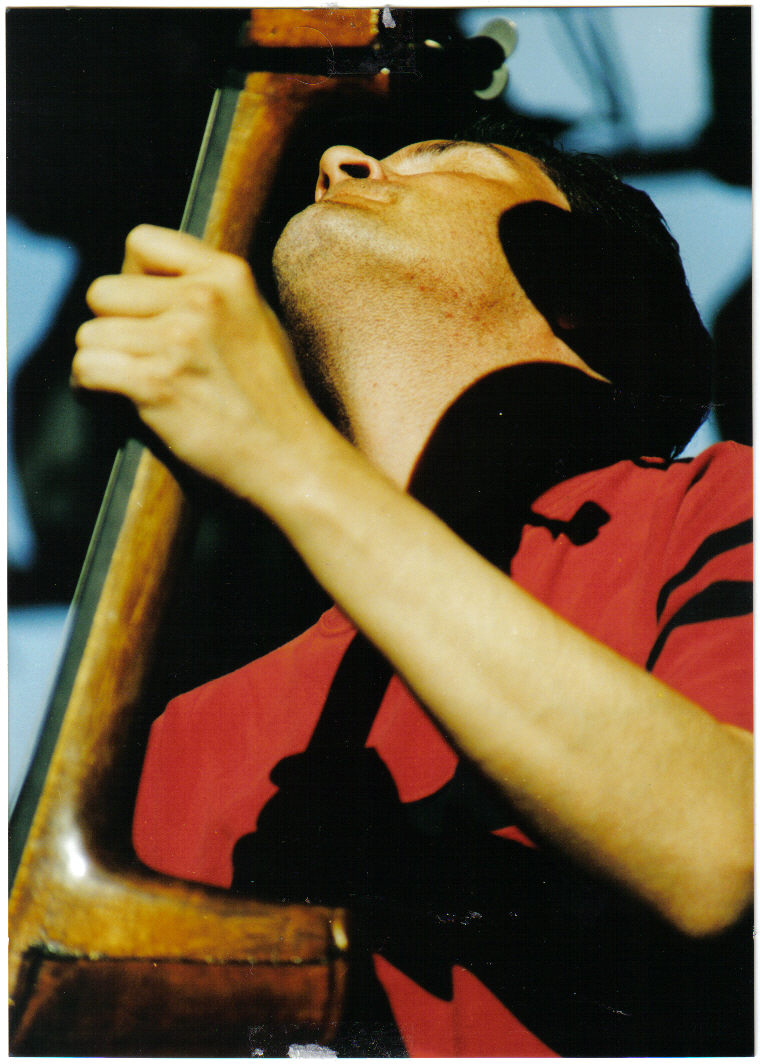
Martin Pizzarelli (Umbria Jazz 2003)

Martin Pizzarelli (* 1. November 1963 in Paterson, New Jersey) ist ein amerikanischer Jazzbassist.

## Leben und Wirken
Pizzarelli stammt aus einer Musikerfamilie. Der Gitarrist Bucky Pizzarelli ist sein Vater; sein älterer Bruder John und eine seiner Schwestern, Mary, sind gleichfalls Gitarristen. Auf Anregung seines Bruders John spielte er als Jugendlicher zunächst Bassgitarre,  bevor er zum Kontrabass wechselte.
Pizzarelli war Bassist in der lokalen Band Bergen County, aus der später die Phil Bernardi Band und die Gruppe  Aziz wurden; mit der Single I Like Jersey Best wurden sie regional bekannt. Seit den frühen 1990er Jahren begleitete er seinen Bruder im John Pizzarelli Trio, mit dem diverse Alben mit Pianisten wie Ken Levinsky, Ray Kennedy oder Larry Fuller entstanden. 1994 legte er mit Triple Play sein Debüt als Bandleader für Victoria Records (mit Ray Kennedy und seinem Vater Bucky Pizzarelli) vor. Weiterhin war er für Harry Allen (Tenors Anyone?) tätig und arbeitete in Gruppen um seinen Vater, etwa den Pizzarelli Boys (Sunday at Pete’s 2007, Desert Island Dreamers 2010). Er ist auf allen Alben seiner Schwägerin Jessica Molaskey, sowie auf Alben von Caterina Zapponi und von Hilary Kole zu hören. In den letzten Jahren arbeitete er auch im John Pizzarelli Quartet und im Trio Mezzrow um Ed Laub (mit Frank Vignola).